# Australian Open 2015 - Singolare maschile in carrozzina
Shingo Kunieda era il detentore del titolo e si è confermato campione battendo in finale Stéphane Houdet per 6-2, 6-2.

## Teste di serie
1. Shingo Kunieda (campione)
2. Stéphane Houdet (finale)

## Tabellone

### Legenda
| - Q = Qualificato - WC = Wild card - LL = Lucky loser | - ALT = Alternate - SE = Special Exempt - PR = Protected Ranking | - w/o = Walkover - r = Ritirato - d = Squalificato |

|  | Quarti di finale  | Quarti di finale  | Quarti di finale  | Quarti di finale | Quarti di finale |  |  | Semifinali | Semifinali        | Semifinali | Semifinali      | Semifinali      |   |   | Finale | Finale         | Finale         | Finale | Finale |  |
|  |                   |                   |                   |                  |                  |  |  |            |                   |            |                 |                 |   |   |        |                |                |        |        |  |
|  | 1                 | Shingo Kunieda    | Shingo Kunieda    | 6                | 6                |  |  |            |                   |            |                 |                 |   |   |        |                |                |        |        |  |
|  |                   | Maikel Scheffers  | Maikel Scheffers  | 2                | 3                |  |  | 1          | Shingo Kunieda    | 6(5)       | 6               | 6               |   |   |        |                |                |        |        |  |
|  | Gustavo Fernández | Gustavo Fernández | Gustavo Fernández | 6                | 6                |  |  |            | Gustavo Fernández | 7          | 1               | 2               |   |   |        |                |                |        |        |  |
|  | Gordon Reid       | Gordon Reid       | Gordon Reid       | 2                | 4                |  |  |            |                   |            |                 |                 |   |   | 1      | Shingo Kunieda | Shingo Kunieda | 6      | 6      |  |
|  | Nicolas Peifer    | Nicolas Peifer    | Nicolas Peifer    | 5                | 1                |  |  |            |                   |            | Stéphane Houdet | Stéphane Houdet | 2 | 2 |        |                |                |        |        |  |
|  | Joachim Gérard    | Joachim Gérard    | Joachim Gérard    | 7                | 6                |  |  |            | Joachim Gérard    | 6          | 3               | 2               |   |   |        |                |                |        |        |  |
|  | WC                | Adam Kellerman    | Adam Kellerman    | 2                | 2                |  |  | 2          | Stéphane Houdet   | 3          | 6               | 6               |   |   |        |                |                |        |        |  |
|  | 2                 | Stéphane Houdet   | Stéphane Houdet   | 6                | 6                |  |  |            |                   |            |                 |                 |   |   |        |                |                |        |        |  |